# Giavachezia

La regione storica di Javakheti in Georgia.

La Giavachezia (in georgiano ჯავახეთი?, Javakheti; in armeno Ջավախք?, Javakhk), è una regione storica della Georgia, situata nella parte sud-orientale della provincia di Samtskhe-Javakheti, la cui composizione etnica è formata in maggior parte da armeni.
Gli armeni sono la terza minoranza etnica più grande (circa 248 345) in tutta la Georgia, e la maggioranza in Giavachezia (90 273). Le principali attività economiche in questa regione sono l'agricoltura di sussistenza e l'allevamento di bestiame.
Un miglioramento sperato è la costruzione pianificata di un'autostrada (finanziata dal Millennium Challenge Account statunitense) per collegare più appropriatamente la regione con il resto della Georgia. Inoltre, è stato progettato un tratto di linea ferroviaria che va da Kars a Baku, Azerbaigian (vedi linea ferroviaria Kars Baku Tbilisi), ma la popolazione armena di Javakhk si è opposta a questo collegamento ferroviario perché essa esclude ed isola l'Armenia. C'è già un'altra ferrovia che collega Armenia, Georgia e Turchia, ovvero la Ferrovia Kars-Gyumri-Akhalkalaki. La linea esistente è in fase di costruzione e potrebbe essere operativa fra qualche settimana, ma a causa del blocco turco dell'Armenia fin dal 1993 la ferrovia non è in funzione. 
Gli armeni non sono molto rappresentati in tutte le sfere di vita pubblica, specialmente al governo, e ad una mancanza di dialogo tra loro e Tbilisi si aggiunge una percezione di discriminazione e alienazione. In questa regione ci sono state dimostrazioni, con repressioni brutali e omicidi da parte della polizia. Molti armeni dichiarano di essere trattati come cittadini di seconda classe. L'organizzazione civica armena locale, l'Alleanza Democratica della Giavachezia Unita chiede un'autonomia locale, comparabile a quella promessa agli abcasi e osseti.